# 王懋竑宅
王懋竑宅，位于江苏省扬州市宝应县安宜镇城中社区姜家巷4-19号，是一处宝应县文物保护单位。这座清代民居是康熙五十七年进士、翰林院编修王懋竑（1668-1741）的故居。1960年代建工厂时，大部分建筑被拆，仅存建筑90平方米，硬山顶，面阔五间，进深七檩。